# Kösta
Kösta är en by i Alsens socken, Krokoms kommun, Jämtland. Byn är belägen vid Alsensjön och präglas av jordbruksnäringen.

## Historia
Kösta är en by med lång historia. Byn omnämns första gången år 1403 (Thiwdastadum). Kösta ligger längs den gamla S:t Olavsvägen mellan Storsjöbygden och Norge. År 1662 finns omtalat ett gästgiveri i Kösta. Alsens förste riksdagsman, Per Jonsson (1747-1826), kom från Kösta.